# Dwór w Leszczkowie
Leszczków – dwór klasycystyczny z drugiej połowy XVIII wieku, znajdował się około jednego kilometra na zachód od wsi Leszczków (powiat sokalski, województwo lwowskie).
W 1935 r. do dworu należało 352 hektary gruntów: 269 ha roli, 47 ha lasów, 20 ha łąk, 7 ha pastwisk, 5 ha ogrodów, 3 ha gruntów zabudowanych, 0,7 ha nieurodzajów, 0,3 ha jezior i stawów. Właściciele Leszczkowa posiadali dodatkowo połowę zalesionych przez siebie majątków Skrzynka (460 ha), Delastowice (64 ha) i Wócina (44 ha) położonych w pobliżu Dąbrowy Tarnowskiej.

## Historia
Dwór został wybudowany przez Kaspra Świeżawskiego, herbu Paprzyca i jego syna Michała w drugiej połowie XVIII wieku (zmarli niemal równocześnie przed 1793). W pierwszej połowie XIX wieku właścicielem został Feliks Obertyński, członek Stanów Galicyjskich w latach 1817–1845. Dwór po nim odziedziczył jego syn Wacław. Około 1857 majątek został sprzedany A. Hulimce. W ostatnim dziesięcioleciu XIX wieku majątek ziemski należał do Stanisława Łomnickiego, a przed pierwszą wojną światową do Stefanii Łomnickiej. 11 września 1919 majątek został kupiony przez Romana Żurowskiego i Karolinę z Kraińskich Żurowską od grupy żydowskich finansistów, którzy weszli w posiadanie majątku, gdy Łomniccy nie wywiązali się ze swoich zobowiązań i nie wykupili wystawionych weksli. Na terenie majątku ziemskiego znajdował się młyn, gorzelnia i spichlerz z XVIII w. Przy dworze Żurowscy wybudowali fabrykę samodziałów (rozbudowana w latach 1935–1937 po pożarze; wybuchł 24 grudnia 1934), która dzięki wysokiej jakości swoich produktów z czystej wełny cieszyła się uznaniem w II RP. W 1944 wojska niemieckie, wycofując się przed nacierającą Armią Czerwoną, podpalili dwór, złożywszy w nim wcześniej nadmiar amunicji. Zabudowania dworskie zostały doszczętnie zniszczone. Ocalał tylko XVIII-wieczny spichlerz i budynek gospodarczy, tzw. oficyna południowa.

## Opis
Dwór był parterowy o planie prostokąta ze skrzydłem północnym przylegającym pod kątem prostym, kryty dość wysokim, czterospadowym dachem gontowym. Od strony podjazdu miał portyk o czterech szeroko rozstawionych kolumnach. Na osiach skrajnych portyku stały jeszcze dwie kolumny przyścienne. Portyk wieńczył okazały trójkątny przyczółek z niewielkim oculusem. Gładko tynkowane elewacje budynku dekorowane były jedynie szerokimi pilastrami, umieszczonymi pomiędzy oknami oraz w narożnikach.
Po prawej stronie dworu, równolegle do jego północnego skrzydła, stała oficyna o planie prostokąta krótkiego, również opilastrowana i pokryta dachem z gontu, w której mieściły się pomieszczenia kuchenne i pralnia. Żurowscy połączyli dwór z tą oficyną i dobudowali nowe skrzydło od strony południowej. Po przebudowie dwór uzyskał plan podkowy. W 1936 zainstalowano wodę bieżącą, łazienkę i wc.
Przed dworem rozciągał się ogromny kolisty, nie zadrzewiony gazon z klombami kwiatowymi, po bokach i od tyłu park krajobrazowy. Od strony południowej ciągnęła się stara aleja lipowa biegnąca w kierunku wschód-zachód. Na południe od alei znajdowały się dwa ziemne tarasy. Na górnym rosły truskawki, poziomki i pośrodku aleja kwiatów. Na dolnym hodowano róże cukrowe i warzywa. Na samym dole górki znajdowała się łąka i staw.

## Galeria

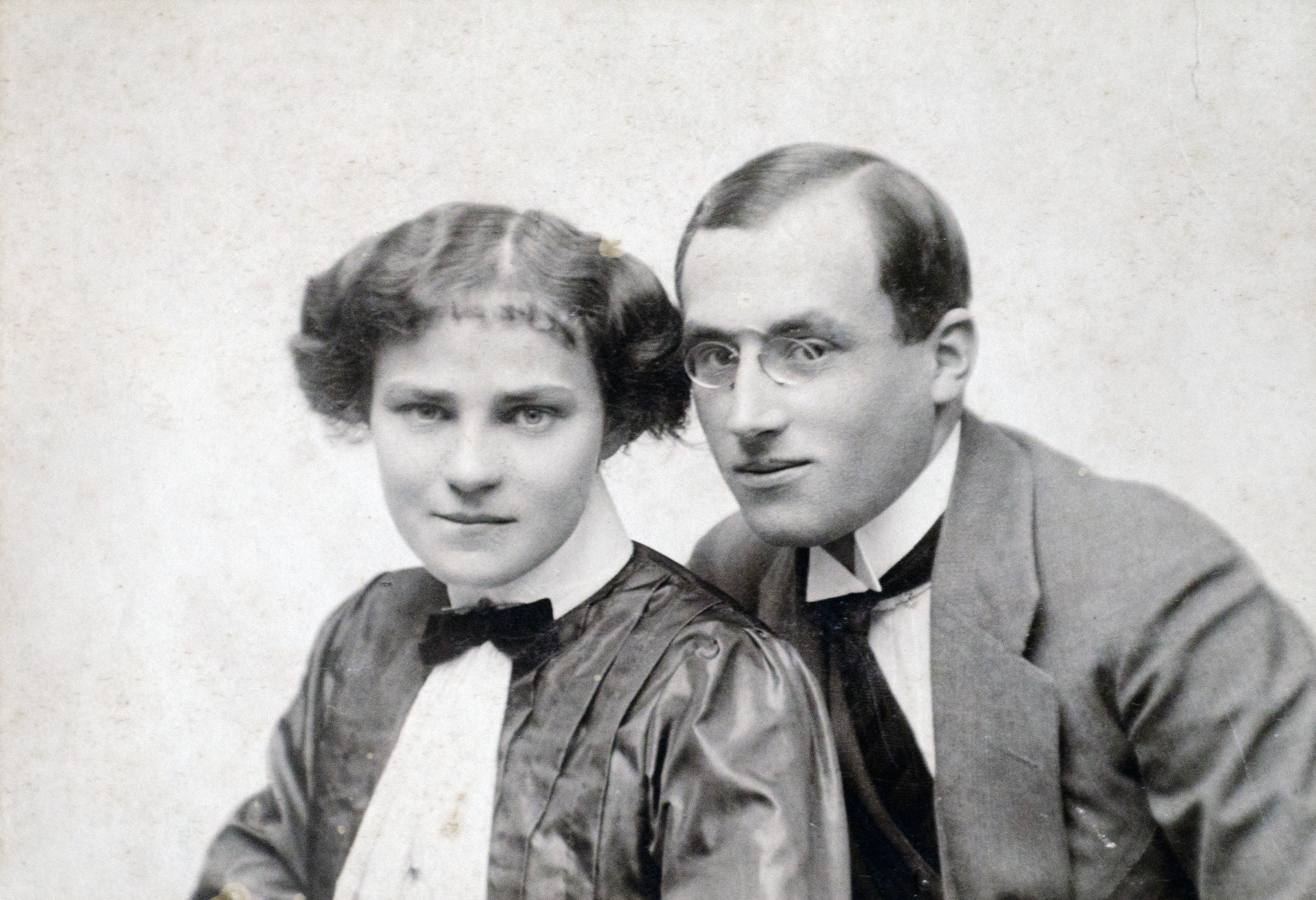
Karolina i Roman Żurowscy
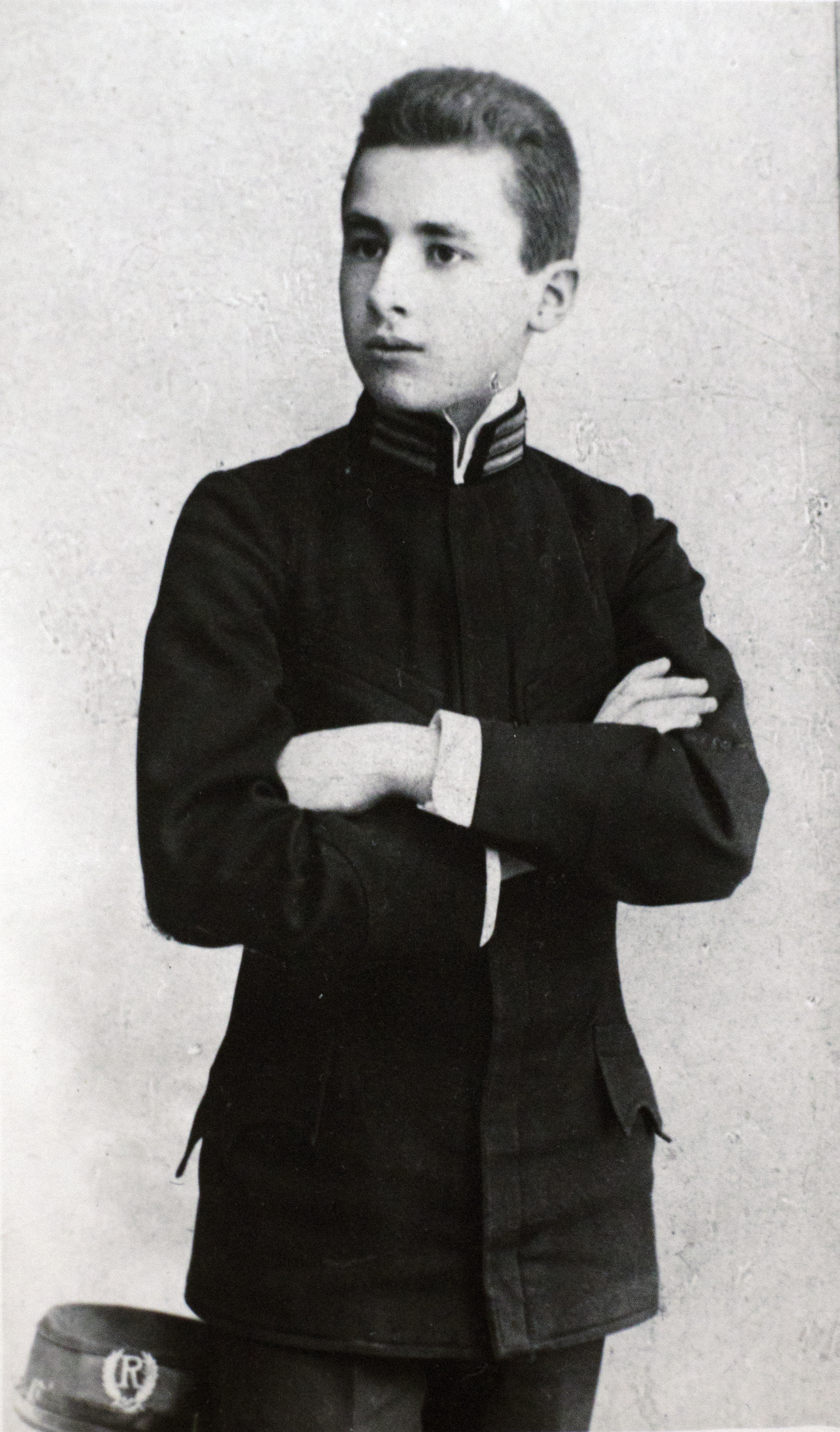
Roman Żurowski jako gimnazjalista
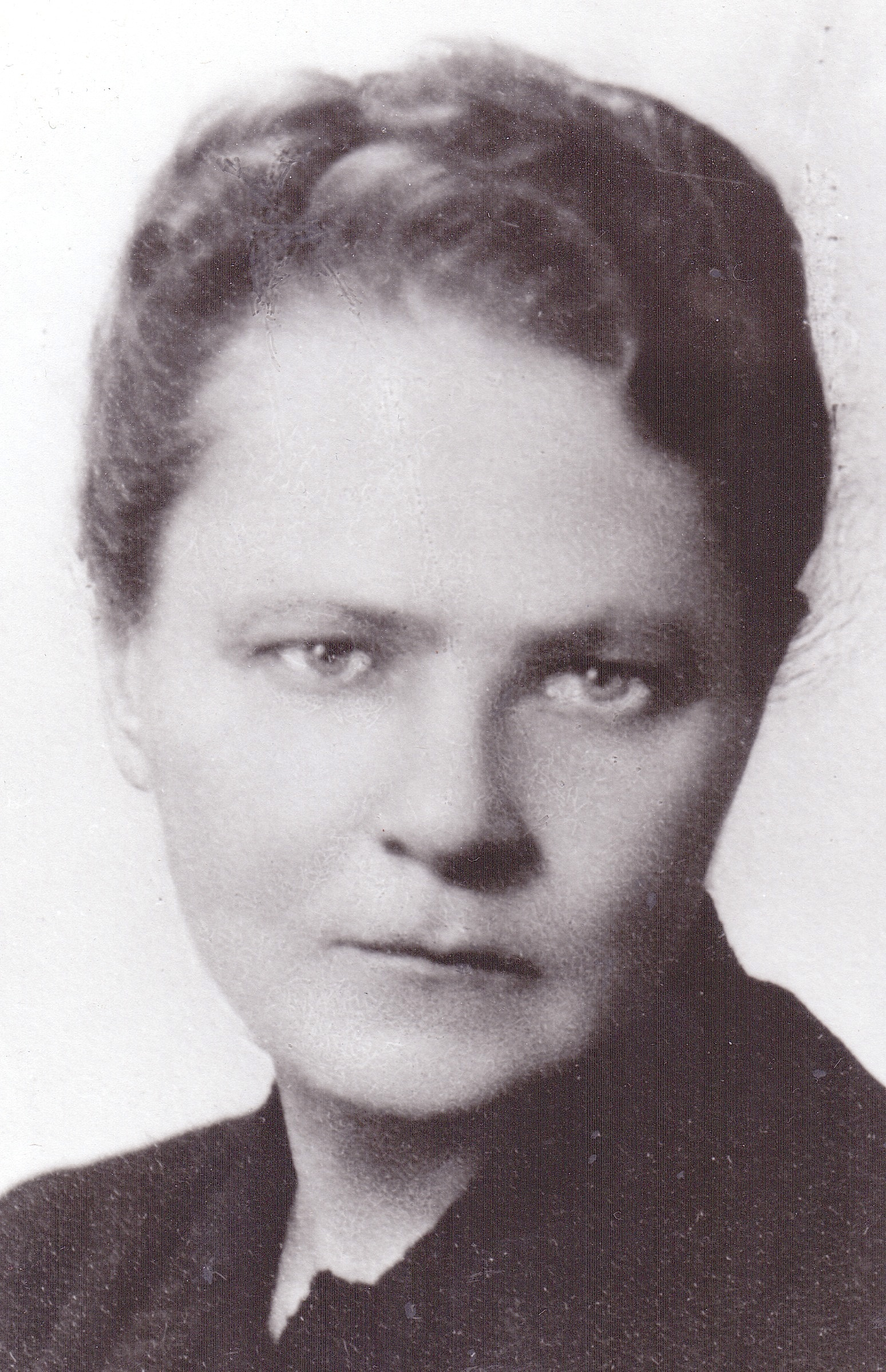
Karolina Żurowska